# IFLA図書館参照モデル

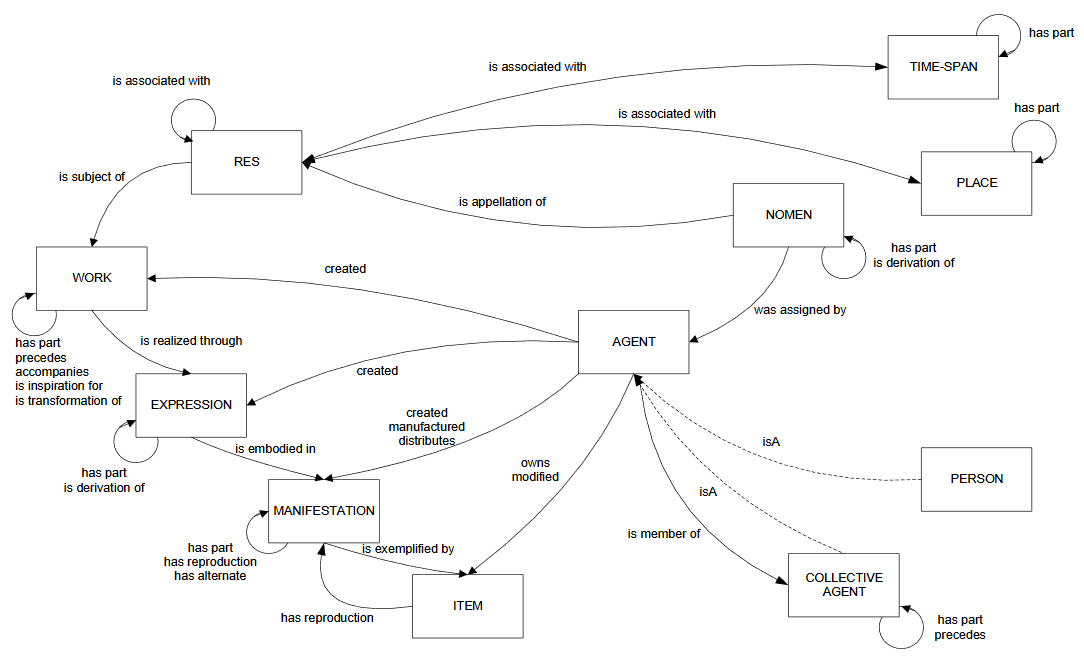
IFLA LRMの概観図

IFLA図書館参照モデル（イフラとしょかんさんしょうモデル、英：Library Reference Model、IFLA LRM）は、国際図書館連盟（IFLA）が策定した書誌情報に関する概念モデルである。

## 解説
図書館目録が対象とする世界（書誌的世界）を実体関連分析の手法によって分析し、11の実体と各実体の属性、実体の間の関連からなるモデルとして示している。2017年にIFLAの専門委員会から同名の報告書として公開され、日本語訳は2019年に出版された。
IFLA LRMは、IFLAが以前に策定した3つの概念モデルを統合したもので、これらのモデルの後継と位置づけられている。
- 書誌レコードの機能要件（Functional Requirements for Bibliographic Records、FRBR）1998年刊行・2007年一部改訂
- 典拠データの機能要件（Functional Requirements for Authority Data、FRAD）2009年刊行
- 主題典拠データの機能要件（Functional Requirements for Subject Authority Data、FRSAD）2011年刊行

抽象的なモデルであるIFLA LRMは、そのままの形で目録規則やメタデータ作成マニュアルのように使用することはできない。このモデルの目的は、特定の目録規則や図書館情報システムに捉われることなく、図書館が作成する書誌情報が提供しようとするのは何に関する情報か、書誌情報が果たすべきことは何かについての一般的な原則を示し、世界中で広く共有することにある。そのため、IFLA LRMは、以前の3モデルと同様に、目録規則や図書館情報システムの実装基盤として使用されることが意図されている。実際、世界的に多くの図書館が採用している目録規則Resource Description and Access (RDA)（英語: Resource Description and Access）は、2019年に、IFLA LRMに準拠した再構築版が公開されている。

## モデルの概要
IFLA LRMは書誌情報のあらゆる側面をカバーした概念モデルである。is-A階層構造のようなオブジェクト指向分析に関わる手法を一部導入した、拡張実体関連モデルとして構築されている。リンクトデータといわれる「データのウェブ」環境での使用を前提に設計されており、こうした環境における書誌情報の利活用を促進するものである。以前のFRBRとは、モデリングにおける実体、属性、関連が厳密に定義されている点、システム設計における概念設計書として使用できる仕様書形式で本文が記述されている点で異なる。

### 利用者タスク
FRBRが定義していた4つの利用者タスク、「発見」（Find）、「識別」（Identify）、「選択」（Select）、「入手」（Obtain）に、新たに「探索」（Explore）という利用者タスクが加わっている[5]。探索は、利用者タスクの中で最も自由なもので、情報資源間の関連や情報資源の文脈的な位置を用いて情報資源を発見することと定義されている。

### 実体、属性、関連
モデルの核は、実体、属性、関連である。
IFLA LRMで定義された実体は、図書館情報システムの利用者の主たる関心対象として識別されたものである。以下の表のとおり3レベルで階層的に定義することで、各実体にかかわる属性や関連の下位実体への継承がなされている。
| トップレベル | 第2レベル              | 第3レベル                         |
| ------------ | ---------------------- | --------------------------------- |
| res          | 著作 (work)            |                                   |
|              | 表現形 (expression)    |                                   |
|              | 体現形 (manifestation) |                                   |
|              | 個別資料 (item)        |                                   |
|              | 行為主体 (agent)       |                                   |
|              |                        | 個人 (person)                     |
|              |                        | 集合的行為主体 (collective agent) |
|              | nomen                  |                                   |
|              | 場所 (place)           |                                   |
|              | 時間間隔 (time-span)   |                                   |

トップレベルに位置づけられている“res”とは、英語のthingに相当するラテン語である。以前の3モデルにはなかった実体で、このモデルの対象領域である書誌的世界におけるすべての実体を意味し、物理的事物および概念的客体の両者が含まれる。「著作」「表現形」「体現形」「個別資料」は、引き続きモデルの核として位置付けられている。
各実体には、その実体のインスタンスを特徴づける属性が示されている。網羅的に示されているわけではなく、重要な属性のみが挙げられている。
関連は2つの実体のインスタンスを結び付け、それらに文脈を与えるものである。実体と同様に、関連も階層性の特性をもつ。以下の概観的な実体関連図は、モデルで定義された実体と関連を示している。